# Sicya laetula
Sicya laetula là một loài bướm đêm trong họ Geometridae.